# Kuwait Petroleum Corporation
Kuwait Petroleum Corporation (KPC, en árabe: مؤسسة البترول الكويتية, español: Corporación de Petróleo de Kuwait) es el consorcio petrolero estatal del Estado de Kuwait. Tiene operaciones dentro y fuera del país incluyendo todas las actividades de la cadena de hidrocarburos. En Kuwait opera principalmente en las áreas de Burgan y la Zona Neutral (área limítrofe con el reino de Arabia Saudita importante por sus  yacimientos de crudo). Por su importancia se encuentra entre las diez compañías petroleras más grandes del mundo.

## Antecedentes y Régimen de propiedad
La Kuwait Oil Company KOC (actualmente compañía filial de KPC) fue creada en 1934 bajo propiedad de las extranjeras Anglo-P empresa. A partir de entonces se crearon otras compañías encargadas de la transformación y comercialización del crudo, y para 1980 se crea la KPC como un gran consorcio que envuelve a todas las empresas vinculadas a los hidrocarburos en Kuwait. KPC y sus compañías filiales son de total propiedad del estado kuwaití.

## Organización
La KPC como consorcio engloba 12 compañías filiales cada una con actividades propias bien sea interna o externamente del país:
- Kuwait Oil Company KOC: es la compañía de exploración y explotación de petróleo
- Kuwait National Petroleum Company KNPC: opera las tres refinerías del país Shuaiba, Mina al-Ahmadi y Mina Abdulla, además de vender los productos refinados dentro del país y abastecer las estaciones locales de combustible.
- Petroleum Industries Company PIC: es la empresa petroquímica y de fertilizantes. Es el único complejo del país dinamizado por gas natural.
- Kuwait Petroleum International KPI: se encarga de las ventas de productos refinados en Europa a través de la marca Q8, así como también opera la red de combustible de aviones al mayor y detal en el continente asiático.
- Kuwait Foreign Petroleum Exploration KUFPEC: se encarga de la administración de las operaciones upstream de la compañía en el extranjero, confirmando su presencia en campos de petróleo y gas de ocho países.
- Kuwait Oil Tanker Company KOTC: sus actividades están relacionadas con el transporte marítimo del crudo.
- Kuwait Aviation Fueling Company KAFCO: provee combustible para aviones.
- Kuwait Golf  Oil Company KGOC: es una empresa mixta entre los gobiernos de Kuwait y Arabia Saudita que controla la explotación de petróleo costa afuera en la Zona Neutral o Divided Area.
- Oil Sector Services Company OSSC: maneja todos los proyectos de construcción,  mantenimiento y seguridad de las filiales del consorcio, así como garantiza servicio médico y de residencia de todos los empleados de KPC y sus familiares.
- Oil Development Company ODC: es una compañía de capital mixto, cuyo objetivo es contratar capital extranjero en la explotación de los campos del norte de Kuwait a fin de aumentar la producción diaria de crudo.
- Equate  Petrochemical Company EQUATE: es una compañía petroquímica conformada por la filial PIC y la Dow Chemical.
- Petrolem Training Center PTC: es la responsable de todo el entrenamiento y desarrollo dentro de las compañías de KPC.